# Бекешево (Баймакский район)
Бекешево (баш. Бикеш) — село в Баймакском районе Республики Башкортостан Российской Федерации. Центр Бекешевского сельсовета. Согласно переписи 2020 года население составляло 627 человек.

## География

### Географическое положение
Находится на левом берегу реки Сакмары.
Расстояние до:
- районного центра (Баймак): 25 км,
- ближайшей железнодорожной станции (Сибай): 70 км.

## Население
| 2002 | 2009 | 2010 |
| ---- | ---- | ---- |
| 775  | ↗816 | ↘711 |

Согласно переписи 2002 года, преобладающие национальности: русские (68 %), башкиры (27 %).

## Религия
В селе есть мечеть.